# Mnichowy Piarg

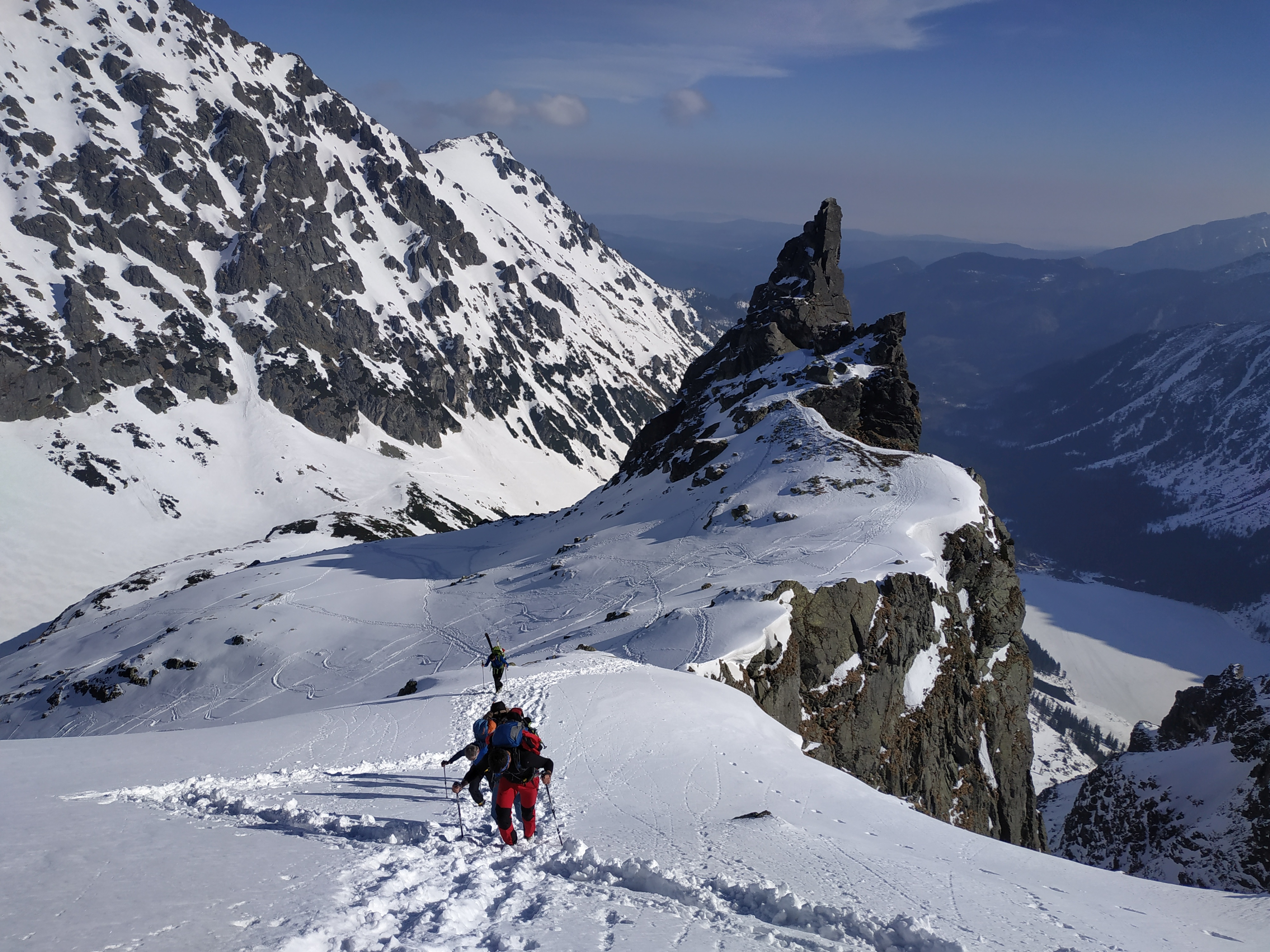
Mnichowe Plecy, Mnich i Mnichowy Piarg (przed Mnichem)

Mnichowy Piarg – piarżysko w Dolinie za Mnichem w polskich Tatrach Wysokich. Znajduje się u południowych podnóży płytowo-piarżystego stoku Mnichowych Pleców. Od północnej strony do Mnichowego Piargu opadają kilkudziesięciometrowej wysokości ścianki Mnichowej Kopy i ciągnącego się od niej na zachód piarżystego wału oddzielającego Mnichowy Piarg od Zadniej Galerii Cubryńskiej. Mnichowy Piarg wznosi się w kierunku wschodnim, w okolicach Ministranta sięgając do krawędzi obrywającej się pionową ścianą do Mnichowego Żlebu. Od zachodu opada do głównego ciągu Doliny za Mnichem.
Mnichowy Piarg znajduje się poza szlakami turystycznymi, ale w rejonie udostępnionym do wspinaczki skalnej. Prowadzi przez niego jedna z taternickich ścieżek Z Doliny za Mnichem przez Mnichowy Piarg. 0 w skali tatrzańskiej, czas przejścia 15 min. Trasa ta jest wygodna zimą, zwłaszcza dla narciarzy.